# سیمسپورت (لوئیزیانا)
سیمسپورت (به انگلیسی: Simmesport) شهری در ایالت لوئیزیانا کشور ایالات متحده آمریکا است که جمعیت آن در سرشماری سال ۲۰۱۰ میلادی، ۲٬۱۶۱ نفر بوده‌است.